# Matías Garavano
Matías Garavano (San Nicolás de los Arroyos, Buenos Aires, Argentina, 24 de agosto de 1984) es un futbolista argentino, que se desempeña como portero en Flandria de la Primera B Nacional. Además, es hermano del también futbolista argentino Gonzalo Garavano.

## Clubes
| Club                  | País      | Año           | PJ | Goles |
| --------------------- | --------- | ------------- | -- | ----- |
| Rosario Central       | Argentina | 2003-2004     | 0  | 0     |
| Real Valladolid       | España    | 2004-2005     | 0  | 0     |
| Deportes Puerto Montt | Chile     | 2006          | 18 | 0     |
| Rampla Juniors        | Uruguay   | 2007-2008     | 20 | 0     |
| Juventud Las Piedras  | Uruguay   | 2008          | 0  | 0     |
| Mérida UD             | España    | 2009          | 0  | 0     |
| Gallipoli             | Italia    | 2009-2010     | 10 | 0     |
| Cerro Reyes           | España    | 2010-2011     | 13 | 0     |
| Atlético Baleares     | España    | 2011          | 10 | 0     |
| Nacional Potosí       | Bolivia   | 2012          | 27 | 0     |
| Boca Unidos           | Argentina | 2013-2015     | 32 | 0     |
| Los Andes             | Argentina | 2015          | 0  | 0     |
| Douglas Haig          | Argentina | 2016          | 20 | 0     |
| Instituto             | Argentina | 2016-2017     | 17 | 0     |
| Flandria              | Argentina | 2018-presente |    |       |